# ATP Challenger Lüttich
Der ATP Challenger Lüttich (offiziell: Liège Challenger) war ein Tennisturnier, das von 1998 bis 1993 in Lüttich, Belgien, stattfand. Es gehörte zur ATP Challenger Tour und wurde im Freien auf Sand gespielt.

## Liste der Sieger

### Einzel
| Jahr                         | Sieger                    | Finalgegner               | Ergebnis                  |
| ---------------------------- | ------------------------- | ------------------------- | ------------------------- |
| 1993                         | Gilbert Schaller          | Christian Ruud            | 1:6, 7:6, 6:1             |
| 1992                         | Sergio Cortés             | Bart Wuyts                | 6:7, 6:3, 6:4             |
| 1989–1991: nicht ausgetragen |                           |                           |                           |
| 1988                         | nach 1. Runde abgebrochen | nach 1. Runde abgebrochen | nach 1. Runde abgebrochen |

### Doppel
| Jahr                         | Sieger                            | Finalgegner                 | Ergebnis                  |
| ---------------------------- | --------------------------------- | --------------------------- | ------------------------- |
| 1993                         | Brendan Curry Kirk Haygarth       | Jan Apell Paul Kilderry     | 6:3, 4:6, 6:4             |
| 1992                         | Juan Carlos Báguena Eduardo Masso | Daniel Fiala Robert Novotný | 6:2, 6:3                  |
| 1989–1991: nicht ausgetragen |                                   |                             |                           |
| 1988                         | nach 1. Runde abgebrochen         | nach 1. Runde abgebrochen   | nach 1. Runde abgebrochen |